# Antimonide
Antimonide bezeichnen eine Klasse chemischer Verbindungen, die Antimon und ein weniger elektronegatives Element, oft ein Metall, enthalten. Diese Verbindungen sind wichtige Halbleitermaterialien und haben zahlreiche Anwendungen in der Elektronik und Optoelektronik.

## Gewinnung und Darstellung
Der traditionelle Weg zu Übergangsmetall-Antimoniden ist die direkte Reaktion der Elemente im Vakuum.

## Eigenschaften und Beispiele für Antimonide
Die Verbindungen Natriumantimonid, Kaliumantimonid und Lithiumantimonid besitzen salzartige Eigenschaften, während andere wie Zinnantimonid und Nickelantimonid intermetallische Eigenschaften besitzen. Viele Antimonide kristallisieren in der Zinkblende-Struktur. Einige sind Halbleiter mit direkten oder indirekten Bandlücken und oft guter thermischer Leitfähigkeit, was sie ideal für verschiedene elektronische und optoelektronische Anwendungen macht. So hat zum Beispiel Galliumantimonid eine direkte Bandlücke von etwa 0,67 eV bei Raumtemperatur, was es zu einem nützlichen Material für Infrarotdetektoren und -Emitter (LEDs und Laserdioden) macht. Indiumantimonid hat eine sehr schmale Bandlücke von etwa 0,17 eV bei Raumtemperatur und eine hohe Elektronenmobilität. Es wird häufig in Infrarotdetektoren, Magnetfeldsensoren und in der Halbleitertechnik für Hochfrequenztransistoren verwendet. Aluminiumantimonid hat eine indirekte Bandlücke von etwa 1,6 eV wird in Hochleistungselektronik und optoelektronischen Bauelementen eingesetzt. 
Zu den bekannten natürlichen Antimoniden gehören die Mineralien Cuprostibit Cu2Sb und Breithauptit NiSb.